# Matt Hobden
 (mai 2020).
Si vous disposez d'ouvrages ou d'articles de référence ou si vous connaissez des sites web de qualité traitant du thème abordé ici, merci de compléter l'article en donnant les références utiles à sa vérifiabilité et en les liant à la section « Notes et références ».
Matthew Edward Hobden (27 mars 1993 - 2 janvier 2016) était un joueur de cricket anglais, un lanceur moyen-rapide du bras droit qui frappait à droite. Né à Eastbourne dans le Sussex de l'Est, Hobden a fait ses études à la Millfield School et à l'Eastbourne College. Une enquête policière sur sa mort s'est achevée en mai 2016 sans autre action ni arrestation.

## Carrière
En tant que jeune, Hobden a joué pour Glynde & Beddingham Cricket Club ; en 2009, il faisait partie de l'équipe qui a remporté la finale du National Village Cricket Knockout au Lord's. En 2012, Hobden a commencé à jouer pour Preston Nomads Cricket Team et faisait partie de l'équipe qui a remporté la Sussex Premier League 2012. Le dernier match de Hobden pour les Nomades était en août 2015, où il a rendu des chiffres de 1 sur 6 sur sept overs (série de six lancers).
Alors qu'il étudiait pour un diplôme en économie d'entreprise à la Cardiff Metropolitan University, Hobden a fait ses débuts en cricket de première classe pour Cardiff MCCU contre Somerset au Taunton Vale Sports Club Ground en 2012. Il a fait une deuxième apparition de première classe cette saison contre le Warwickshire à Edgbaston, prenant cinq guichets avec des chiffres de 5 sur 62 dans les premières manches du Warwickshire. Il a également joué au cricket de club pour Ynysygerwn.
Hobden a également joué au cricket Second XI pour Sussex, et un jour après avoir signé un contrat professionnel junior, il a fait ses débuts en liste A dans un match YB40 contre le Nottinghamshire, avec des chiffres de 1 sur 39 sur huit overs. En juillet 2013, il a subi une blessure au tibia qui l'a exclu du reste de la saison 2013.
En mai 2014, Hobden a signé un contrat professionnel avec Sussex. Il a fait ses débuts de Championnat de Comté le 1er juin 2014, avec des chiffres de match de 4 sur 136. Après le match, Hobden a félicité James Anyon, Jon Lewis et Steve Magoffin pour l'avoir encouragé. Hobden a été mis à l'écart pendant une longue période de la saison 2014.
En avril 2015, Hobden a marqué 65 fois dans un partenariat record de 164 pour le dixième portillon du Sussex avec Ollie Robinson (en). En mai 2015, Hobden a été critiqué après avoir joué 14 no-balls (en) lors d'un match de championnat du comté contre Middlesex, avec 11 no-balls dans les seize premiers overs. Le capitaine de l'époque de Sussex, Ed Joyce, l'a défendu en disant : « Je pense que Matt sera un joueur de cricket fantastique pour Sussex à l'avenir, mais il est encore jeune et apprend son métier en ce moment », puis entraîneur Mark Robinson a déclaré que : « C'est la première année complète de Matt en tant que professionnel et nous le classons très bien », et « en termes de son avenir à long terme, ce qui s'est passé dans le jeu Middlesex pourrait s'avérer brillant pour lui car cela aide à façonner qui vous sont ». Dans la saison 2015, il a pris 21 guichets à une moyenne de 47,30, et sa dernière apparition était dans un match de Liste A contre Essex en août 2015.
Au total, Hobden a joué 18 matchs de première classe, trois matchs de liste A et un match Twenty20, et a été sélectionné comme l'un des six quilleurs rapides sélectionnés pour le programme de performance de l'Angleterre potentielle (Potential England Performance Programme, PEPP) au cours des hivers de 2014-2015 et 2015-2016, en collaboration avec l'équipe senior.

## Mort et hommages
Hobden est décédé subitement le 2 janvier 2016, à l'âge de 22 ans à Forres, en Écosse. Initialement, la police locale a traité sa mort comme inexpliquée, déclarant que « les enquêtes sont à un stade très précoce mais il ne semble pas y avoir de circonstances suspectes. » En mai 2016, l'enquête a conclu, selon des informations parues dans les journaux, qu'« il dormait sur le toit d'un manoir à Forres avant de tomber tragiquement à mort. Il est entendu qu'avec des amis ils s'étaient rendus sur le toit la veille pour regarder les étoiles. » 
Sa mort a été annoncée par le club de cricket du comté de Sussex, qui a déclaré que « Matthew était un jeune joueur de cricket passionnant avec un grand avenir devant lui dans le jeu ». S'exprimant après la mort de Hobden, l'entraîneur de bowling rapide d'Angleterre, Kevin Shine, a déclaré : « son potentiel était énorme. Il s'améliorait rapidement et je suis certain qu'il aurait joué pour l'Angleterre », et à propos de sa performance au PEPP, « il était le joueur de cricket le plus fort et le plus puissant que j'aie jamais vu sur ce programme ». La page Facebook officielle de l'équipe d'Angleterre de cricket a publié : « Nous sommes choqués et attristés d'apprendre le décès de Matthew Hobden. Nos pensées vont à sa famille, ses amis et ses coéquipiers ». Par respect pour Hobden, lors de la deuxième journée du deuxième test contre l'Afrique du Sud le 3 janvier. Angus Porter, chef de la Professional Cricketers 'Association, a décrit Hobden comme « un jeune sertisseur au potentiel immense ». Le club de cricket du comté de Sussex a annoncé que le numéro de maillot de Hobden (19) serait retiré, et un arbre serait planté au County County à la mémoire de Hobden.
Une enquête policière sur sa mort s'est terminée en mai 2016 sans autre action ni arrestation.